# Juni 2003
Portal Geschichte | Portal Biografien | Aktuelle Ereignisse | Jahreskalender | Tagesartikel

◄ |
20. Jahrhundert |
21. Jahrhundert

◄ |
1970er |
1980er |
1990er |
2000er
| 2010er | 2020er | 2030er | ►

◄ |
1999 |
2000 |
2001 |
2002 |
2003
| 2004 | 2005 | 2006 | 2007 | ►

◄ |
März 2003 |
April 2003 |
Mai 2003 |
Juni 2003 |
Juli 2003 |
August 2003 |
September 2003 |
►
Dieser Artikel behandelt tagesbezogene Nachrichten und Ereignisse im Juni 2003.

## Tagesgeschehen

### Sonntag, 1. Juni 2003

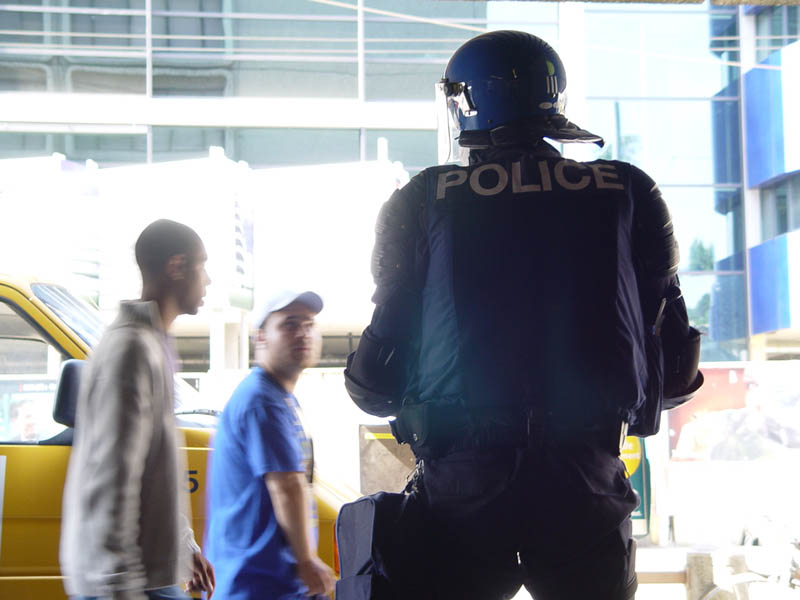
Der Aufwand für die Weltwirtschaftsgipfel wird jährlich größer

- Berlin/Deutschland: Auf dem Sonderparteitag der SPD stimmen etwa 90 % der Delegierten für die Umsetzung der Sozialreformen der Agenda 2010.[1]
- Évian-les-Bains/Frankreich: Die Staatschefs der Gruppe der Acht und der Präsident der Europäischen Kommission treffen sich zum 29. Weltwirtschaftsgipfel.[2]
- Graz/Österreich: Im Arnold-Schwarzenegger-Stadion gewinnt der FK Austria Wien gegen den FC Kärnten das ÖFB-Cupendspiel mit 3:0.[3]
- Mailand/Italien: Der Gesamtsieg bei der 86. Ausgabe des Rad-Etappenrennens Giro d’Italia geht an den Italiener Gilberto Simoni. Es ist sein zweiter Gesamtsieg bei dieser Rundfahrt und der 61. eines Italieners.[4]

### Montag, 2. Juni 2003
- Baikonur/Kasachstan: Der Start der Raumsonde Mars Express, der ersten Marssonde der Europäischen Weltraumorganisation, kann auf der Website des Deutschen Zentrums für Luft- und Raumfahrt sowie im Fernsehkanal ProSieben mitverfolgt werden.[5]
- Berlin/Deutschland: Die CDU will weite Teile der Agenda-2010-Sozialpolitik mittragen, befürchtet aber, dass die meisten Gesetzesvorschläge nicht weit genug gehen, um Kosten zu sparen und möglichst viele Menschen in Arbeitsverhältnisse zu bringen.[6]
- Gironde/Frankreich: Bei einem Busunglück südlich von Bordeaux überschlägt sich ein marokkanischer Reisebus, fünf Menschen kommen ums Leben.
- Nürnberg/Deutschland: Der Textilunternehmer Hans Rudolf Wöhrl kauft für einen Euro die Fluggesellschaft Deutsche BA. Der bisherige Eigentümer British Airways wird in Zukunft mit 25 % am Gewinn beteiligt sein. Die Kosten für das Leasing der Maschinen werden dem Käufer für ein Jahr erstattet, der außerdem 35 Millionen Euro Zuschuss für das operative Geschäft erhält.

### Dienstag, 3. Juni 2003
- Deutschland: Nach mehreren Entscheidungen des Bundesverfassungsgerichts zur Rechtmäßigkeit des Pfands auf Einweggetränkebehälter weist die Bundesvereinigung der deutschen Ernährungsindustrie erneut darauf hin, dass sie „keine Rechtssicherheit“ für den Handel erkenne. Der Präsident der Vereinigung gibt bekannt, dass der Einzelhandel das vereinbarte Rücknahmesystem nicht umsetzen wird, dessen Start die Bundesregierung zum 1. Oktober plant.
- Genf/Schweiz: Nach den gewaltsamen Zusammenstößen in Genf zwischen Demonstrierenden und Polizeikräften in den letzten Tagen drohen Polizisten damit, die für den Abend angesetzten Kundgebungen nicht zu überwachen. In der Folge erteilt der Kanton Genf ein Demonstrationsverbot.
- Irak: Im Irak werden neue Urheberrechtsgesetze ausgearbeitet. Federführend ist mit Hillary Rosen eine ehemalige Mitarbeiterin des Verbands der Tonaufnahmenindustrie in Amerika.
- Österreich: Aus Protest gegen die Pensionsreform findet ein großangelegter Streik statt. Es streiken die Fahrdienstleistenden der öffentlichen Verkehrsmittel sowie Arbeitnehmer in Schulen, bei der Post, bei der Müllabfuhr und in Ämtern und Behörden. In zahlreichen Betrieben finden Arbeitsniederlegungen und Betriebsversammlungen statt.
- Ostsee, Schweden: Ein Ölteppich aus etwa 100 t Schweröl nähert sich der schwedischen Südküste bis auf wenige Kilometer.
- Rom/Italien: Ein Arbeitsgericht entscheidet, dass ein Fernsehsender einen politisch links stehenden Kommentator wieder einstellen und ihm seinen bisherigen Sendeplatz zurückgeben muss. Ministerpräsident Silvio Berlusconi warf dem Kommentator im letzten Jahr die „Darstellung der eigenen politischen Position“ vor, daraufhin entließ der fragliche Sender den Angestellten.

### Mittwoch, 4. Juni 2003
- Akaba/Jordanien: US-Präsident George W. Bush spricht mit Israels Ministerpräsident Ariel Scharon und anschließend mit dem palästinensischen Regierungschef Mahmud Abbas über den so genannten Fahrplan des Friedens. Vor dem Treffen besprach sich Bush mit dem jordanischen König Abdullah II.
- Frankreich: Ausgedehnte Streiks von Fluglotsen und Angestellten der Eisenbahngesellschaft SNCF beeinträchtigen das Transportwesen. Die Proteste richten sich gegen die von der Regierung geplante Rentenreform, bei der eine Erhöhung des Renteneintrittsalters um vier Jahre im Gespräch ist.
- Kathmandu/Nepal: Surya Bahadur Thapa wird zum dritten Mal Premierminister von Nepal.
- London/Vereinigtes Königreich: Das Unterhaus will die Gründe für den Einmarsch in den Irak noch einmal überprüfen. Vor allem falsche Geheimdienstinformationen und die ausgebliebenen Beweise für irakische Massenvernichtungswaffen sollen debattiert werden.
- Vereinigte Staaten: Die Firma New Internet Computer Company, Vertreiber eines Nur-Web-Rechners ohne integriertes Festplattenlaufwerk und mit Linux als Betriebssystem, stellt den Geschäftsbetrieb ein.
- Zürich/Schweiz: Der Direktor des Arbeitgeberverbands Peter Hasler gibt bekannt, dass er eine Erhöhung des Renteneintrittsalters auf 66 Jahre bis zum Jahr 2010 und auf 67 Jahre bis zum Jahr 2020 für geboten hält.

## Weblinks

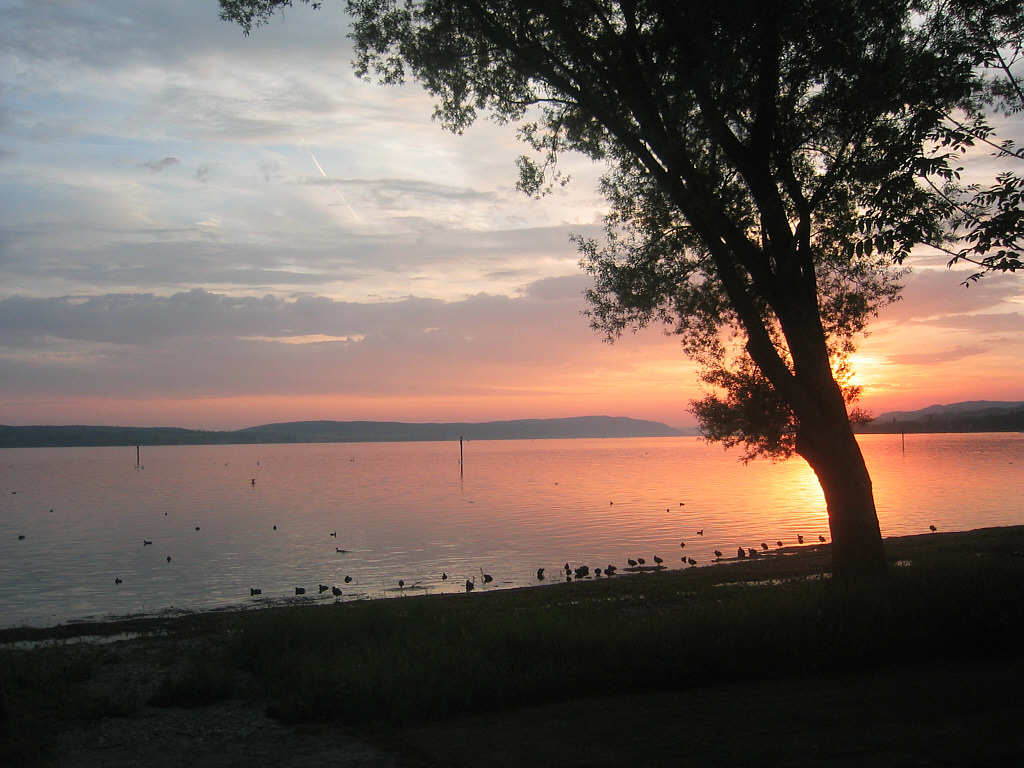
Baden-Württemberg im Juni 2003

### Donnerstag, 5. Juni 2003

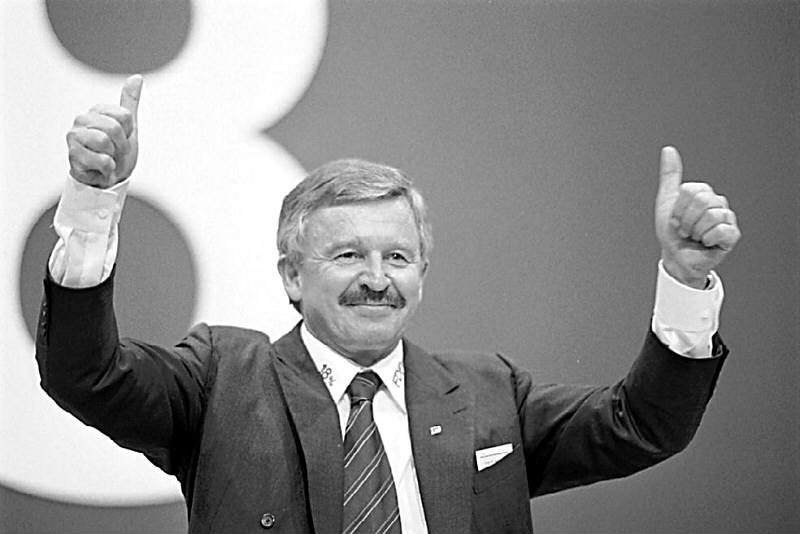
Jürgen Möllemann

- Berlin, Marl/Deutschland: Der Bundestag hebt die politische Immunität des parteilosen Politikers und ehemaligen deutschen Vizekanzlers Jürgen Möllemann auf. In dessen Wohnung und Büroräumen finden polizeiliche Durchsuchungen statt. Möllemann ist bei diesen Vorgängen nicht anwesend und stirbt am selben Tag bei einem Fallschirmsprung.
- Doha/Katar: In einer Rede vor amerikanischen Truppen gibt US-Präsident George W. Bush keine neuen Erkenntnisse über die Existenz irakischer Massenvernichtungswaffen bekannt. „Wir suchen noch“, sagt Bush. Am Ende würde die Wahrheit ans Licht kommen. Sicher sei zumindest, dass das Land nicht mehr als Waffenarsenal für terroristische Gruppen dienen werde. Es seien zwei mobile Labors entdeckt worden, die zur Herstellung biologischer Waffen geeignet sind.
- Erfurt/Deutschland: Der Thüringer Landtag wählt Dieter Althaus (CDU) zum Ministerpräsidenten. Er löst seinen Parteikollegen Bernhard Vogel ab.
- Zagreb/Kroatien: Papst Johannes Paul II. beginnt seine 100. Auslandsreise als Oberhirte der Katholiken. Kroatien besucht er bereits zum dritten Mal.

### Freitag, 6. Juni 2003
- Berlin/Deutschland: Der Deutsche Filmpreis in Gold wird u. a. in der Kategorie „Bester Film“ an Good Bye, Lenin! von Regisseur Wolfgang Becker verliehen.[7][8]

### Samstag, 7. Juni 2003

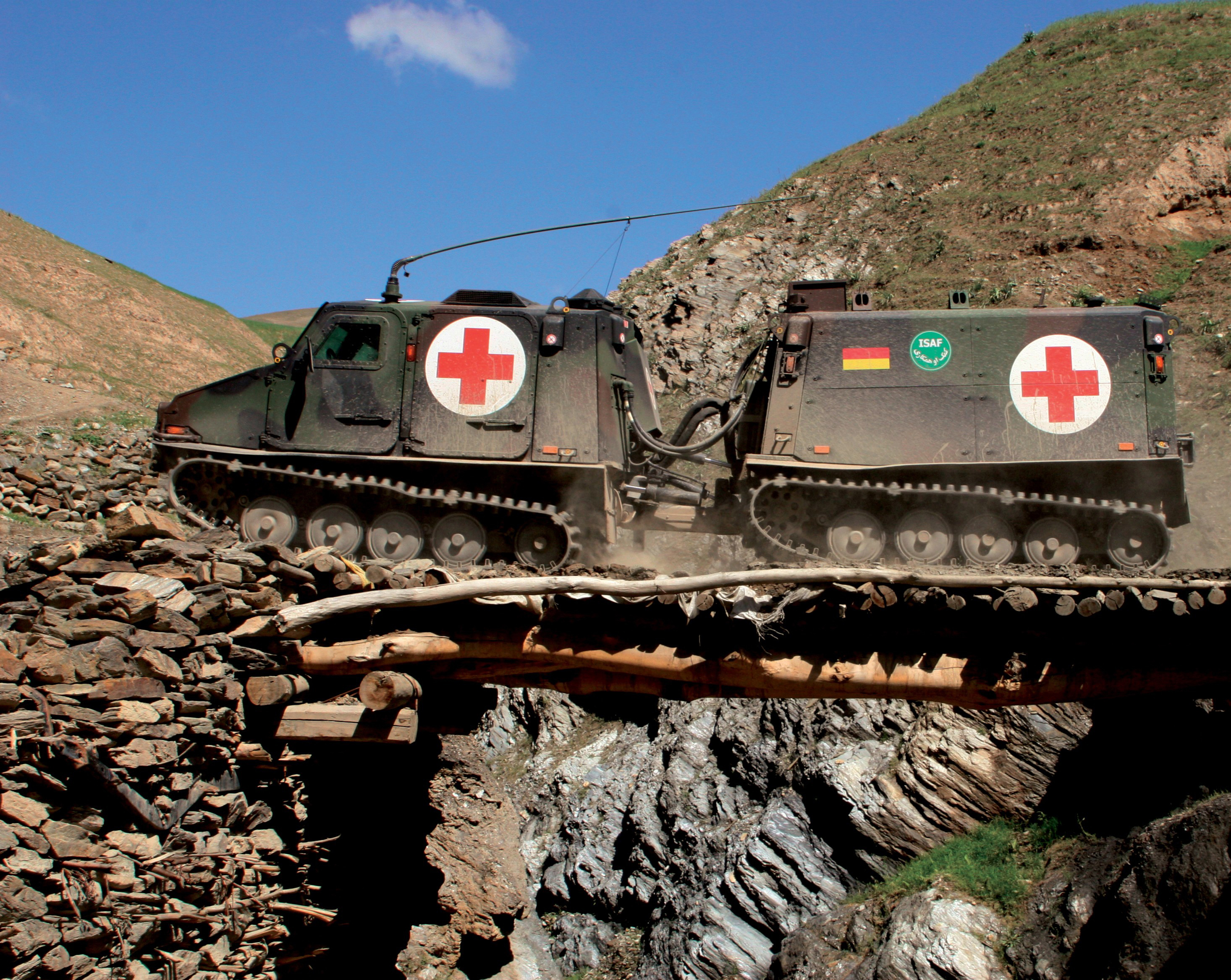
Die Bundeswehr in Afghanistan

- Kabul/Afghanistan: Bei einem Bombenanschlag auf einen Bus der Internationalen Sicherheitsunterstützungstruppe sterben vier Soldaten der Bundeswehr, etwa 30 Menschen werden zum Teil schwer verletzt.[9]

### Sonntag, 8. Juni 2003

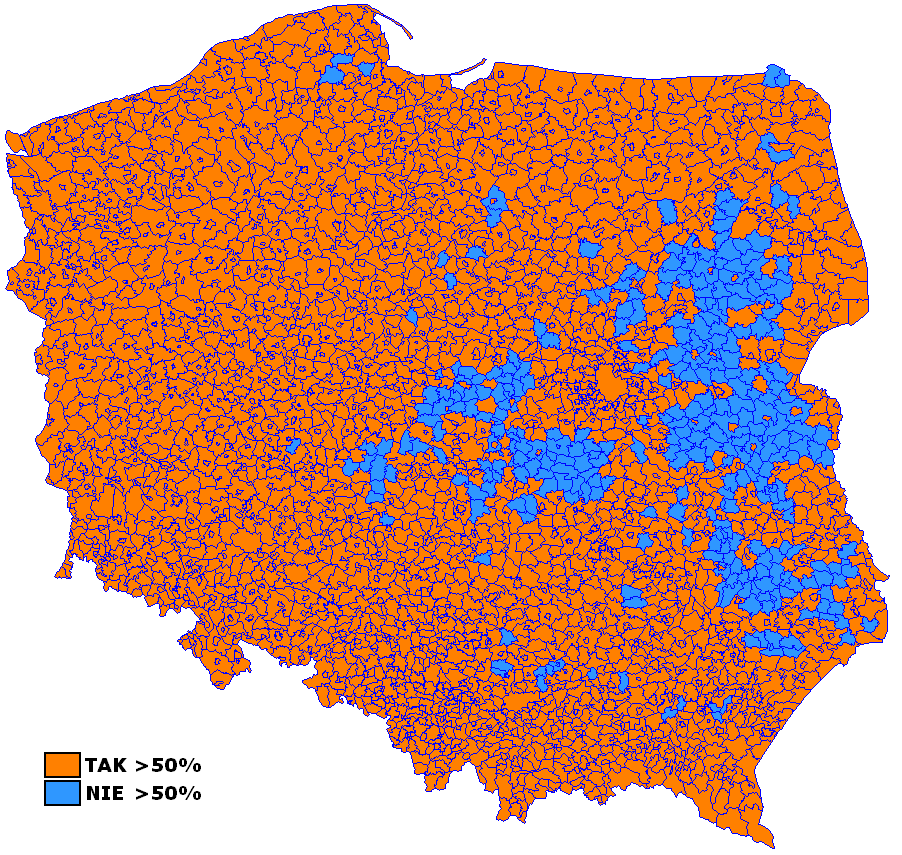
Referendum in Polen: Gemeinden mit Mehrheit für den EU-Beitritt in orange

- Algerien: Tuareg finden den Toyota-Bus der vier in der Sahara entführten Touristen aus der Schweiz. Von den Vermissten sowie von zehn Deutschen und einem Niederländer fehlt nach wie vor jede Spur. Im Februar und im März wurden in der Sahara 32 Touristen entführt. 17 von ihnen kamen bisher frei.
- Warschau/Polen: Rund 77,5 % der teilnehmenden Stimmberechtigten votieren in einem Referendum für den Beitritt Polens zur Europäischen Union.[10]

### Dienstag, 10. Juni 2003
- London/Vereinigtes Königreich: Finanzminister Gordon Brown erklärt, dass sein Land „zum jetzigen Zeitpunkt noch nicht“ auf die Währung Euro umstellen wolle. Die britische Wirtschaft sei dazu noch nicht bereit.
- Santa Clara/Vereinigte Staaten: Der Hard- und Softwarehersteller Sun Microsystems startet nach dem Vorbild der Wikipedia die „Javapedia“.[11]

### Mittwoch, 11. Juni 2003
- Frankfurt am Main/Deutschland: Bei der Durchsuchung von Kanzlei und Wohnräumen des Anwalts und Politikers Michel Friedman werden drei „szenetypische Päckchen“ gefunden, die möglicherweise Kokain enthalten. Die Staatsanwaltschaft veranlasst eine chemische Analyse der Haare Friedmans.

### Donnerstag, 12. Juni 2003
- Bern/Schweiz: Nach dem Nationalrat stimmt auch der Ständerat der Einführung einer Mutterschaftsversicherung zu. Die SVP-Fraktion kündigt umgehend das entsprechende Referendum an. Arbeitnehmerinnen in der Schweiz haben aktuell kein Anrecht auf bezahlten Mutterschaftsurlaub.
- Israel: Der Generalstab der Israelischen Streitkräfte und Verteidigungsminister Scha’ul Mofas fordern die Armee auf, die islamistische Terrororganisation Hamas „restlos zu vernichten“, vom einfachen Basis-Aktivisten bis hin zu ihrem Anführer Ahmad Yasin. Die Hamas reagiert mit Drohungen gegen Israel und fordert Ausländer auf, Israel zu verlassen.

### Freitag, 13. Juni 2003
- Bern/Schweiz: Strafurteile gegen Flüchtlingshelfer aus der Zeit des Nationalsozialismus sollen von der Begnadigungskommission in Auftrag der Bundesversammlung rückwirkend aufgehoben werden. Das Ziel ist eine vollständige Rehabilitation der Flüchtlingshelfer. Erst im letzten Jahr wurden Deserteure der Reichswehr rehabilitiert.
- Frankfurt am Main/Deutschland: Der Anwalt und Politiker Michel Friedman lässt seine TV-Talkshows vorläufig aus dem Programm nehmen. Vor zwei Tagen stellte die Polizei bei ihm eine Substanz sicher, die inzwischen als Kokain identifiziert wurde.
- Frankfurt am Main/Deutschland: Laut der Zeitung Handelsblatt will die Deutsche Bahn die Zahl der derzeit 210.000 Beschäftigten um mehr als 40.000 reduzieren. Die Zeitung beruft sich auf eine Aussage von Vorstandschef Hartmut Mehdorn. Die Deutsche Bahn dementiert die Nachricht.

### Samstag, 14. Juni 2003
- Berlin/Deutschland: Handel und Getränkeindustrie geben im Streit um das Pfand auf Einweggetränkebehälter nach. Ab 1. Oktober soll es in Deutschland ein einheitliches Rücknahmesystem für Einwegpackungen geben.

### Sonntag, 15. Juni 2003
- Cottbus/Deutschland: Die Delegierten der außerordentlichen Bundesversammlung von Bündnis 90/Die Grünen akzeptieren die Umsetzung der sozialpolitischen Reformen der Agenda 2010. Fast 90 % der Anwesenden stimmen der Umsetzung der Maßnahmen zu.[12]
- Kranj/Slowenien: Nach der 8:9-Niederlage Kroatiens gegen Serbien und Montenegro im Finale der Wasserball-EM randalieren kroatische Fans. Über 1.500 Menschen sind letztlich beteiligt. Es gibt einen Toten und 40 Verletzte. 38 Personen nimmt die Polizei fest. Der Europäische Wasserball-Verband erwägt Konsequenzen für alle kroatischen Klubs und die Nationalmannschaft.[13]
- Mauritius: 108 Tage nach seinem Aufbruch beendet der 30-jährige Brite Simon Chalk die Überquerung des Indischen Ozeans im Ruderboot mit Erfolg. Die geruderte Strecke von Kalbarri im Westen Australiens bis zur Insel Mauritius beträgt 5.100 km.
- Prag/Tschechische Republik: Die Wahlleitung der Volksabstimmung über den Beitritt der Republik zur Europäischen Union gibt bekannt, dass am 13. und 14. Juni eine deutliche Mehrheit der Tschechen für den Beitritt stimmte.
- Venedig/Italien: Die 50. Ausgabe des Filmfestivals Biennale wird eröffnet.

### Montag, 16. Juni 2003
- Baden-Baden/Deutschland: Anlässlich der Pfingstfestspiele erhält die deutsche Geigerin Anne-Sophie Mutter den Herbert-von-Karajan-Musikpreis.
- Hamburg/Deutschland: In Hamburg findet das erste feierliche Gelöbnis von Bundeswehrsoldaten seit 26 Jahren statt, begleitet von 24 Hundertschaften der Polizei. Danach erinnert ein großer Zapfenstreich an das baldige Ende der Bundeswehr-Präsenz in der Hansestadt, da im Herbst die Auflösung der letzten Kaserne erfolgen wird. 600 Menschen demonstrieren gegen Gelöbnis und Zapfenstreich.
- Redmond/Vereinigte Staaten: Das Softwareunternehmen Microsoft stellt die Entwicklung des Webbrowsers Internet Explorer für Apple-Macintosh-Systeme ein, nachdem Apple mit Safari einen eigenen Webbrowser zur Reife brachte. Die zuletzt veröffentlichte Version 5 des Explorers will Microsoft weiterhin anbieten.

### Dienstag, 17. Juni 2003
- Amman/Jordanien: Die Jordanier wählen erstmals seit der Thronbesteigung von König Abdullah II. vor sechs Jahren ein Parlament. Nach offiziellen Angaben nehmen über 40 % der Wahlberechtigten ihr Stimmrecht wahr.
- Assen/Niederlande: Bei der Behindertensport-EM gewinnt der unterschenkelamputierte Schweizer Leichtathlet Urs Kolly die Goldmedaille im Weitsprung und die Silbermedaille im Speerwurf.
- Ittigen/Schweiz: Im Rahmen ihrer Aktion „Schulen ans Internet“ plant die Schweizer Telefongesellschaft Swisscom, bis zum Jahr 2006 alle Schulen der Eidgenossenschaft kostenfrei ans Internet anzubinden.[14]

### Mittwoch, 18. Juni 2003
- Benton Harbor/Vereinigte Staaten: In der Nacht auf Mittwoch kommt es in der Kleinstadt in Michigan nach dem Tod eines afro-amerikanischen Motorradfahrers zu schweren Krawallen. Die Polizei wird von mehreren hundert Menschen mit Flaschen und Steinen angegriffen, Autos werden in Brand gesteckt. Eine Person wird angeschossen, mehrere werden festgenommen.
- Paris/Frankreich: Jean-Claude Trichet nimmt eine wichtige Hürde auf dem Weg zur angestrebten Präsidentschaft der Europäischen Zentralbank, als er vom Vorwurf der Beihilfe zur Bilanzfälschung freigesprochen wird.
- Redmond/Vereinigte Staaten: Das Softwareunternehmen Microsoft reicht in den Vereinigten Staaten und im Vereinigten Königreich 15 Schadenersatzklagen gegen UBE-Versender ein, die über 2 Milliarden Werbe-E-Mails an Hotmail- und andere Konten des Anbieters MSN verschickten.
- Rom/Italien: Das Parlament verabschiedet ein umstrittenes Immunitätsgesetz, auch Lex Berlusconi genannt. Es schreibt u. a. vor, den seit drei Jahren laufenden Gerichtsprozess gegen Silvio Berlusconi bis zum Ende von dessen Amtszeit ruhen zu lassen. Die am Verfahren beteiligten Richter erwägen den Gang vor das Verfassungsgericht.

### Donnerstag, 19. Juni 2003
- Abia/Nigeria: Bei der Explosion einer Pipeline kommen mindestens 125 Einwohner eines Dorfs zwischen den Städten Umuahia und Enugu zu Tode. Die Benzinleitung zwischen beiden Städten wird von Privatpersonen routinemäßig angezapft.[15]
- Bern/Schweiz: Ein Mann zündet sich selbst an, um auf das Schicksal der oppositionellen Volksmudschahedin im Iran hinzuweisen, und wird mit schweren Verbrennungen in Spitalpflege gebracht.

### Freitag, 20. Juni 2003
- Thessaloniki/Griechenland: Der Rat der Europäischen Union stimmt dem Entwurf der Europäischen Verfassung des Europäischen Konvents zu. Die Verfassung der Staatengemeinschaft soll im Mai 2004 verabschiedet werden.

### Samstag, 21. Juni 2003
- London/Vereinigtes Königreich: Pünktlich zur Sommersonnenwende erscheint weltweit der fünfte Harry-Potter-Roman auf Englisch. Der Band ist mit über 1.000 Seiten länger als alle bisherigen der Kinderbuchserie. Bereits über eine Million Vorbestellungen liegen dem Verlag vor. Die deutsche Übersetzung Harry Potter und der Orden des Phönix soll am 8. November erscheinen.

### Sonntag, 22. Juni 2003

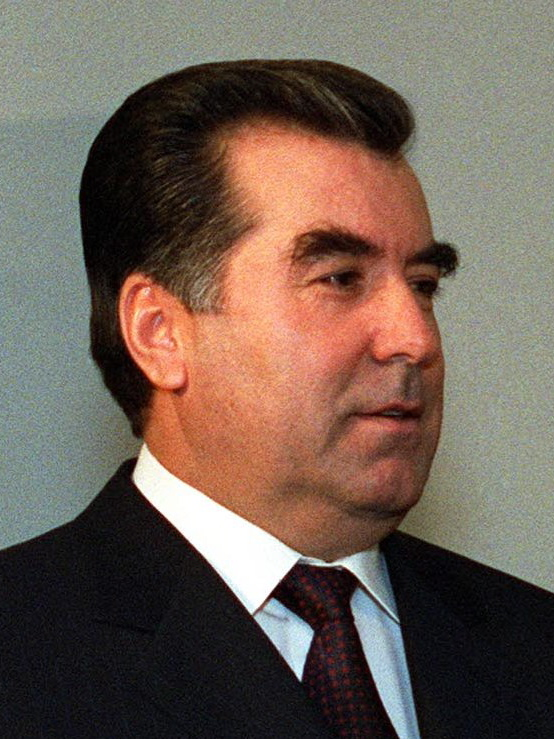
Emomalij Rahmon

- al-Anbar/Irak: 150 km von Bagdad entfernt explodiert in der Nähe der Stadt Hīt eine Erdöl-Pipeline. Hinter der Explosion wird ein Sabotageakt vermutet.
- Duschanbe/Tadschikistan: Die Teilnehmer eines Referendums befürworten die Möglichkeit einer maximal 28-jährigen Inhabe des Präsidentenamts. Offiziell schlug das Unterhaus des Parlaments die Abstimmung vor, de facto folgt es der Planung von Staatspräsident Emomalij Rahmon, der auch nach seiner zweiten siebenjährigen Amtszeit Präsident bleiben möchte.[16]
- Russland: Das Medienangebot im Land verliert an Vielfalt. Der für regierungskritische Positionen bekannte Fernsehsender TVS stellt seinen Betrieb ein. Das Informationsministerium gibt eine Finanzkrise des Senders als Grund an. Das TV-Angebot in Russland besteht ab heute nur noch aus Sendern, die direkt oder indirekt von der Regierung kontrolliert werden.
- Weimar/Deutschland: Der Schriftsteller Patrick Roth wird mit dem Literaturpreis der Konrad-Adenauer-Stiftung ausgezeichnet.
- Die Welthandelsorganisation gestattet Entwicklungsländern grundsätzlich die Umgehung von Patentrechten im Pharmaziebereich, um die Bekämpfung von Krankheiten wie AIDS und Malaria zu erleichtern. Die Erlaubnis ist möglich, weil die Vereinigten Staaten ihre Blockadehaltung aufgaben.

### Montag, 23. Juni 2003
- Bagdad/Irak: Die Vereinigten Staaten planen die Formierung einer Neuen Irakischen Armee mit vorerst 12.000 Mann. Die Iraker sollen Minen und nicht detonierte Kampfmittel räumen, Straßenrouten und Einrichtungen militärisch absichern und Grenzschutzaufgaben wahrnehmen.
- Deutschland: Die IG Metall Baden-Württemberg und der Arbeitgeberverband Südwestmetall einigen sich auf einen Tarifvertrag zum Entgelt-Rahmenabkommen für die Metall- und Elektroindustrie. Das Abkommen sieht ein neues System der Einkommensermittlung in der Branche vor.
- Deutschland: Der Streik der Metaller im Beitrittsgebiet von 1990 um die schrittweise Einführung der 35-Stunden-Woche geht in die vierte Woche und betrifft Unternehmen wie BMW, DaimlerChrysler und Volkswagen.
- Genf/Schweiz: Die Weltgesundheitsorganisation streicht die chinesische Sonderverwaltungszone Hongkong von der Liste gefährlicher Verbreitungsgebiete des Schweren Akuten Atemwegssyndroms.
- Griechenland: Im Ionischen Meer werden auf dem Frachter Baltic Sun 680 t Sprengstoff sowie Zünder gefunden. Ausgangspunkt der Fahrt war Tunesien.

### Dienstag, 24. Juni 2003
- Genf/Schweiz: Die Weltgesundheitsorganisation erklärt, dass alle Gegenden der Welt wieder als Gegenden ohne Ansteckungsrisiko in Bezug auf das Schwere Akute Atemwegssyndrom gelten, und hebt die Reisewarnung für Teile der Volksrepublik China auf.
- Irak: Sechs britische Soldaten werden bei Überfällen getötet, acht weitere verletzt. Die Angriffe durch Islamisten nehmen seit einigen Wochen zu.
- Vereinigte Staaten: US-Präsident George W. Bush wirft der Europäischen Union vor, mit dem Importverbot gegen gentechnisch veränderten Mais zum Hunger in Afrika beizutragen.

### Mittwoch, 25. Juni 2003
- Bad Homburg/Deutschland: Auf der Autobahn 5 entsteht ein Verkehrschaos nach dem Unfall eines Lkw mit einer unzureichend gesicherten Ladung Biozid. Das Bad Homburger Kreuz wird mehrere Stunden gesperrt, die mehrtägige Säuberung der Unfallstelle von dem ausgelaufenen ätzenden Konservierungsmittel beginnt.
- Griechenland: Das Motiv für den Transport von 680 t Sprengstoff an Bord des Schiffs Baltic Sun wird bekanntgegeben. Die Fracht sollte ursprünglich in den Sudan geschmuggelt werden, aber nach einem Streit zwischen dem Eigner und dem tunesischen Hersteller bot der Eigner den Sprengstoff im Internet zum Verkauf an und plante dessen Zwischenlagerung in Griechenland. Interpol stieß vorige Woche auf die zugehörige Offerte im Internet.
- Helsinki/Finnland: Russland lehnt den Vertrag zum Schutz der Ostsee vor Verschmutzung ab, mit dem Lotsenpflicht in internationalen Gewässern und der Einsatz von Zwei-Hüllen-Tankern vorgeschrieben werden sollten. Der deutsche Bundesumweltminister Jürgen Trittin (Grüne) erneuert auf der Konferenz „Helcon“ das Versprechen, noch in diesem Jahr Meeresschutzgebiete außerhalb der deutschen Zwölf-Meilen-Zone auszuweisen.
- Kopenhagen/Dänemark: Die Polizei beschlagnahmt in der selbstverwalteten alternativen Kommune der Stadt rund 1.000 kg Haschisch. Im Mai wurde der Handel mit Drogen verboten, die Kontrollen wurden verschärft.

### Donnerstag, 26. Juni 2003
- Brüssel/Belgien: Der Agrarkommissar der Europäischen Union (EU) Franz Fischler gibt die Einigung der Agrarminister der Mitgliedstaaten auf ein neues Prämienmodell in der Landwirtschaft bekannt. Die Gelder der EU sollen von der Produktion entkoppelt werden und nur noch die Existenz der Betriebe absichern, so könnten sich die Produzenten flexibler auf die Marktsituation einstellen.
- Deutschland: Im Zusammenhang mit dem Pfand auf Einweggetränkebehälter erhöhte sich dieses Jahr die Nachfrage nach Getränken in Mehrwegflaschen, aber die Zahl der Mehrwegflaschen selbst erhöhte sich nicht. Im Handel fehlen rund eine Million Leergutkästen.
- Lyon/Frankreich: Bei einem Spiel zwischen den Fußballmannschaften Kolumbiens und Kameruns im FIFA-Konföderationen-Pokal erleidet der kamerunische Spieler Marc-Vivien Foé einen Herzstillstand. Wiederbelebungsversuche bleiben erfolglos.
- Washington, D.C./USA: Der Oberste Gerichtshof erklärt in der Entscheidung Lawrence v. Texas die in einigen Bundesstaaten bestehenden Strafvorschriften gegen homosexuelle Handlungen, aber auch gegen heterosexuellen Oral- und Analsex für verfassungswidrig.

### Freitag, 27. Juni 2003

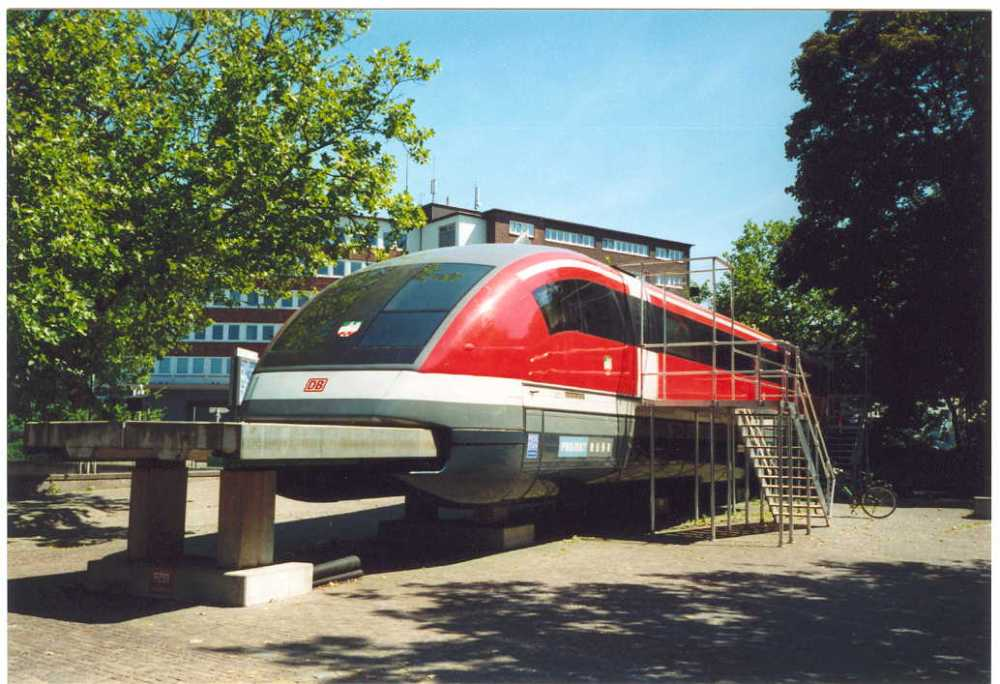
Metrorapid-Modell in Essen

- Berlin/Deutschland, Bern/Schweiz: Im Streit um die Schadensersatzzahlungen an die russischen Hinterbliebenen der Flugzeugkollision von Überlingen wird der Vorschlag unterbreitet, dass die Schweiz und Deutschland mit je 10 Millionen US-Dollar an einem Entschädigungsfonds beteiligt werden und die Versicherung von Skyguide die restliche Summe übernimmt.
- Düsseldorf/Deutschland: Nordrhein-Westfalens Ministerpräsident Peer Steinbrück (SPD) stellt klar, dass die Magnetschwebebahn Metrorapid nicht gebaut wird, und akzeptiert damit den Wunsch des grünen Koalitionspartners.

### Samstag, 28. Juni 2003
- Berlin/Deutschland: Die Veranstalter des Christopher Street Days zählen in diesem Jahr mehr als 600.000 Teilnehmer. Der Regierende Bürgermeister Klaus Wowereit (SPD) gibt den Startschuss zur Parade.
- Stockholm/Schweden: Entgegen dem internationalen Trend denkt die Regierung über eine Ausweitung der Wehrpflicht auf Frauen nach. Derzeit werden aber weniger als ein Drittel der tauglichen Männer zum Dienst berufen.

### Sonntag, 29. Juni 2003
- Neuhardenberg/Deutschland: In ihrer Klausurtagung beschließt die Regierung Schröder das Vorziehen der dritten Stufe der Steuerreform um ein Jahr auf 2004. Bundestag und Bundesrat müssten diesem Schritt zustimmen.

### Montag, 30. Juni 2003

Logo des Rats der Europäischen Union

- Berlin/Deutschland: Die Deutsche Bahn will die alte Bahncard mit 50 % Ermäßigung zusätzlich zur neuen wiedereinführen und das Schönes-Wochenende-Ticket wiederbeleben.
- Berlin/Deutschland, Mailand/Italien: Das für den Korruptionsprozess gegen Italiens Ministerpräsidenten Silvio Berlusconi zuständige Mailänder Gericht setzt den Prozess einen Tag vor der Übergabe des Vorsitzes im Rat der Europäischen Union an Italien aus. Der stellvertretende Vorsitzende der SPD-Fraktion im Deutschen Bundestag Michael Müller kritisiert den anstehenden Wechsel an der Spitze des Europäischen Rats mit den Worten: „Berlusconi ist der Filz in Person.“[17]
- Düsseldorf/Deutschland: In Nordrhein-Westfalen einigen sich SPD und Grüne auf die Fortsetzung ihrer Koalition bis 2005. Auf Wunsch der Grünen sollen u. a. Kohle-Subventionen zurückgefahren werden und von aktuell 500 Millionen Euro pro Jahr schrittweise um 40 Millionen Euro auf 260 Millionen Euro im Jahr 2012 sinken.
- London/Vereinigtes Königreich: Gegen die Präferenz der Regierung billigt das Unterhaus ein Gesetz zum Verbot der Fuchsjagd.